# Assid
Assid van Hoek is de auteur van een werk binnen de Surinaamse letteren en geschiedschrijving (G.J. Hamer redacteur): De eeuwige cirkel (1946).

## Auteur
Dat De eeuwige cirkel nog geen fractie van de aandacht heeft gekregen die twee vergelijkbare boeken - Zuid-Zuid-West van Albert Helman en Wij slaven van Suriname van Anton de Kom - ten deel viel, houdt mogelijk verband met de onduidelijke identiteit van de auteur. Die identiteit was bij verschijnen van het boek al weinig helder, maar werd er in de loop der tijd ook niet duidelijker op. In 1948 verscheen in de Surinaamse kranten een advertentie voor 'het Eerste Surinaamse Conservatorium'. Als directeur werd genoemd: Assid van Hoek. Onder auspiciën van dit conservatorium werd in mei 1951 in Paramaribo en in de districten de gedanste komedie De toverbal gebracht, door 'Het Surinaams Ballet o.l.v. Assid en Marina (echtpaar Van Hoek)'. Een recensie in De Surinamer was niet geweldig lovend en laakte vooral de snoevende redevoering die bij de voorstelling was afgestoken.
In zijn inleiding tot De eeuwige cirkel merkt ing. G.J. Hamer, die de foto's voor het boek maakte, op dat de auteur Assid afstamt van de Karaïben en in het Surinaamse binnenland is geboren. Hij zou behalve de taal der karaïben ook het Nederlands, Sranantongo en vele andere talen kennen. 'De schrijver van dit boek heeft zijn Indiaansch karakter behouden; al is hij ook gewend geraakt Europeesch te denken en te handelen, hij is natuurmensch gebleven met fijne innerlijke beschaving, trouw aan het eens gegeven woord.' De auteur van deze woorden, Gerard Hamer, was niet dezelfde als Assid van Hoek. In een later bewerkt exemplaar dat bestemd was voor een herdruk in 1964 is op het omslag en het titelblad onder de naam 'Assid'  gezet: Gerard Hamer.

## Het boek
De eerste twee delen van het boek vertellen gedetailleerd de geschiedenis van inheemsen en marrons. De auteur blijkt veel te weten over de levenswijze van de inheemsen. Hij geeft een schat aan bijzonderheden en zijn beschrijvingen met vermelding van inheemse namen zijn zo levendig dat het duidelijk is, dat hij het inheemse leven van nabij heeft meegemaakt. Voor de geschiedenis van de marrons lijkt hij sterker schatplichtig geweest te zijn aan oudere studies: de aan een haak opgehangen slaaf van John Gabriel Stedman ontbreekt niet, de grote slavenleiders passeren net als bij De Kom de revue en Assid geeft de bekende versie van de ontdekking van El Dorado. Consequent is hij wel altijd in het antikoloniale perspectief vanwaaruit hij vertelt. Hoofdstukken beginnen altijd met een brede natuurbeschrijving, maar als de verteller op dreef is, sleept hij de lezer mee, zoals in zijn schildering van de gruwelijke overtocht van de negerslaven.
In het derde deel van De eeuwige cirkel vertelt de auteur zijn eigen levensgeschiedenis (in de hij-vorm). Nader onderzoek zal moeten uitwijzen wat in dit deel feit is en wat fictie; hij is niet als kari'na bekend in de historische overlevering van de karaïben. De schrijver zou een zoon zijn van een vroeg gestorven, blanke districtsinspecteur en de indiaanse vrouw Marimba. Hij droeg de naam I-Mu-Ru, wat zou betekenen: Mijn zoon, de kleine kapitein. Deze I-Mu-Ru groeide op in het bos, ging voor het rooms-katholiek onderwijs naar de stad en keerde op zeventienjarige leeftijd weer naar het bos terug. Om zijn volk te verlossen uit zijn eeuwenlange lijden - een lijden dat niet helemaal uit de verf komt en eigenlijk ook niet strookt met de schets van het harmonische leven van de inheemsen - begint I-Mu-Ru een tocht over de wereld. Hij trekt dwars door Midden- en Zuid-Amerika, sluit zich uiteindelijk in Argentinië aan bij een circus en reist naar Noord-Amerika en Europa waar hij de trieste winteravonden van het laatste oorlogsjaar meemaakt. Er zitten in dit deel, dat bij vlagen zeer goed verteld is, enkele elementen die de waarschijnlijkheid van het verhaal niet ten goede komen.

## Betekenis
Het boek vormt de trait d'union tussen aan de ene kant de antikolonialistische herschrijving van de geschiedenis die Anton de Kom met Wij slaven van Suriname beproefde, en later in de tijd Helmans Guyanese geschiedschrijving De foltering van Eldorado. Geen van deze auteurs was historicus van zijn vak en ze hebben nog andere opvallende trekken gemeen. Alle drie waren getalenteerde schrijvers die een geschiedschrijving opzetten waarin de feitelijke onderbouwing gepaard gaat met een sterk persoonlijk engagement, uitgedrukt in een pregnant persoonlijke stijl - wat hun boeken tot essays maakt. Alle drie autodidact, maakten zij een gedegen voorstudie van hun onderwerp en alle drie geraakten zij globaal tot eenzelfde opzet van een parallelle geschiedenis van indianen en marrons, onderdrukking en verzet. Dat Assid zich er ook van bewust geweest is, dat hij de lijn van De Kom doortrok, blijkt uit een motto boven hoofdstuk 8 van deel II, dat licht varieert op een uitspraak van De Kom: 'Er is geen beter middel om het minderwaardigheidsgevoel bij een volk aan te kweeken dan door het de eigen vaderlandse geschiedenis te onthouden en alleen die van vreemde landen in te pompen.' Evenals De Kom pleit Assid voor het 'zelfbeschikkingsrecht' van de Surinamers.
Assid heeft met zijn boek de geschiedenis en cultuur van zijn volk in compleet herschreven versie willen presenteren, en daaraan nog extra dimensies willen toekennen door die te plaatsen in de Surinaamse geschiedenis en in het verband van het lot van alle inheemsen in de Amerika's. Naar genre is zijn boek een uiterst merkwaardig amalgaam van geschiedschrijving, antropologie en (gefictionaliseerde?) autobiografie, soms historisch-essayistisch, soms puur narratief. De titel De eeuwige cirkel refereert aan de inheemse kosmologie die in vallende sterren geesten ziet die tot nieuw leven zijn gewekt, terwijl afgestorven geesten als sterren aan het firmament verschijnen. Tegelijkertijd verwijst de titel naar het geweld van de Tweede Wereldoorlog: terwijl de blanken met zoveel barbarij de gekleurde mens hebben geknecht, valt het geweld nu terug op hun eigen hoofd. Ook in wat hij over oorlog en vrijheidsdrang zegt, blijft voor Assid het inheemse leed het belangrijkste referentiepunt. Hij zet zich af tegen de decadentie van vrouwen in nachtclubs en stelt daartegenover een beeld van de inheemse mens van een nobelheid zoals die veelal door idealiserende buitenstaanders - Helman incluis - is beschreven.
De eeuwige cirkel was bedoeld als eerste deel van een Suriname-trilogie, die verder nog de delen De nieuwe wereld en De ruisende verten had moeten omvatten; deze verschenen echter nooit.
- Digitale Bibliotheek voor de Nederlandse Letteren: hame015
- Nederlandse Thesaurus van Auteursnamen: 395980755
- Virtual International Authority File: 830144647700795429029